# 莱切主教座堂

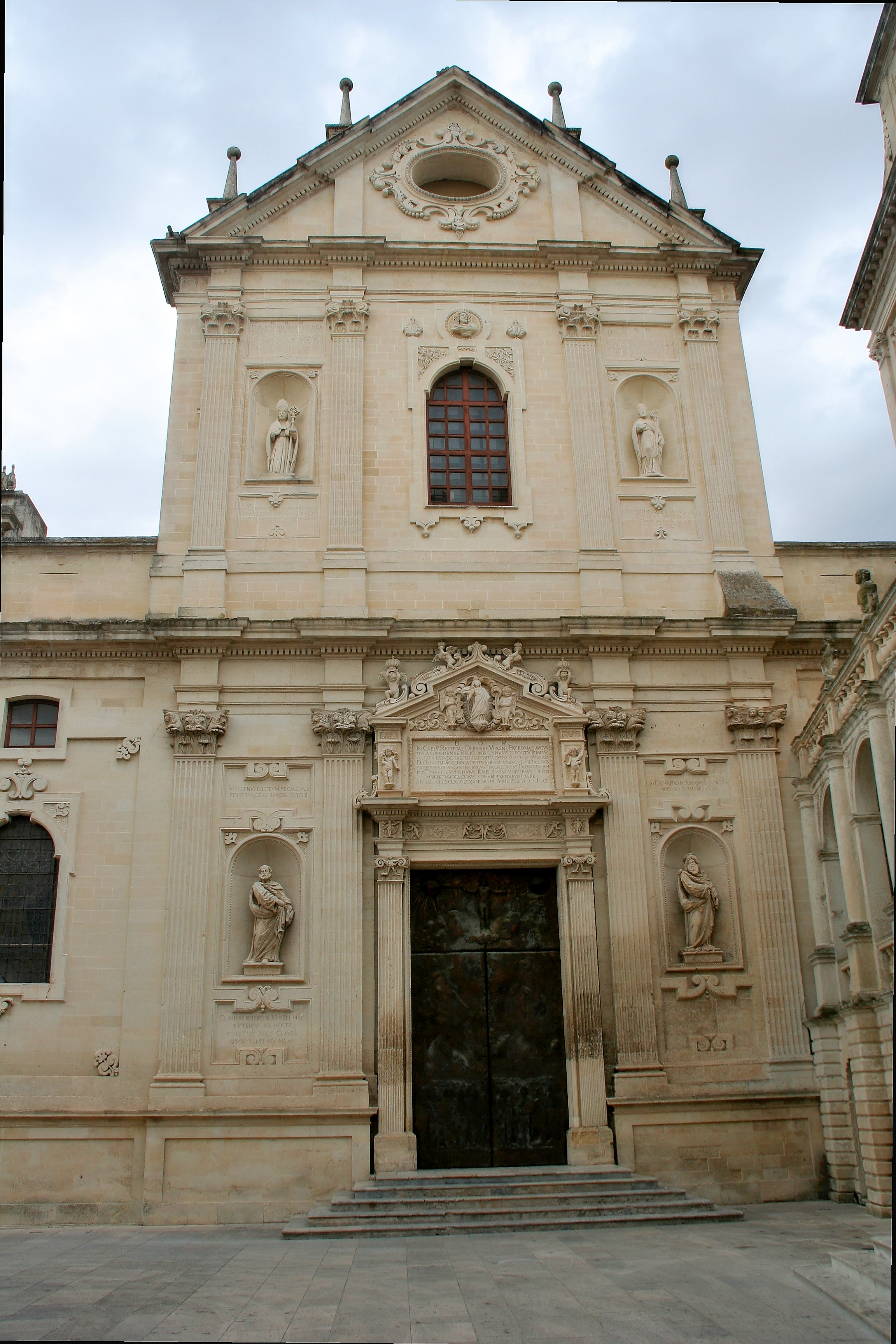
立面

莱切圣母升天主教座堂（Duomo di Lecce dell'Assunzione della Vergine）是天主教莱切总教区的主教座堂，位于意大利南部普利亚大区莱切的同名广场上，巴洛克风格，建于1144年到1230年。
莱切主教座堂现存的钟楼建于1661年到1682年，高度超过72米，在欧洲名列第17位，从其顶部可以看到亚得里亚海，在特别晴朗的日子，甚至可以看到阿尔巴尼亚的山峰。